# Tom Erik Breive
Tom Erik Breive (Steigen, 18 aprile 1980) è un ex calciatore norvegese, di ruolo centrocampista.

## Carriera

### Club

#### Gli inizi
Breive ha iniziato la sua carriera con la maglia dello Skeid, per cui ha debuttato nella 1. divisjon in data 1º ottobre 2000: ha sostituito infatti Stian Kristoffersen nella vittoria per 2-4 sul campo dell'Eik-Tønsberg. Il 22 ottobre successivo ha giocato la prima partita da titolare, con lo Skeid che è stato sconfitto dal Kongsvinger col punteggio di 5-2. Nella stagione seguente, ha collezionato 6 presenze in campionato.
Nel 2003 si è trasferito in prestito all'Oslo Øst, formazione all'epoca militante nella 2. divisjon. Breive ha contribuito alla promozione del campionato 2003 ed è rimasto in forza alla squadra fino all'estate 2004, quando ha fatto ritorno allo Skeid.

#### Skeid
Ritornato allo Skeid, ha segnato la prima rete in campionato con questa maglia in occasione della vittoria per 4-0 sul Fredrikstad, in un incontro disputatosi il 13 luglio 2003. Al termine del campionato 2005, lo Skeid è retrocesso nella 2. divisjon. L'anno seguente, la squadra ha vinto il campionato e ha riconquistato la promozione. Breive e lo Skeid sono nuovamente retrocessi al termine del campionato 2007. Nuovamente promosso assieme al resto della squadra nel campionato 2008, Breive è rimasto in forza allo Skeid fino all'estate 2009. Con questa squadra, ha totalizzato 216 presenze tra campionato e coppa.

#### Sarpsborg 08
Il 21 agosto 2009, è passato ufficialmente al Sarpsborg 08. Ha debuttato il 23 agosto, giocando titolare nel pareggio a reti inviolate sul campo del Mjøndalen. Il 30 agosto ha realizzato la prima rete con questa maglia, nel successo per 4-1 sul Nybergsund-Trysil. Il Sarpsborg 08 ha partecipato alle qualificazioni all'Eliteserien ma è stato eliminato dal Kongsvinger.
La squadra ha centrato la promozione l'anno successivo. Breive ha così potuto debuttare nell'Eliteserien in data 18 marzo 2011: è stato infatti impiegato come titolare nel successo per 3-0 sul Molde. Il 19 maggio successivo ha siglato la prima rete nella massima divisione locale, nella vittoria per 2-0 sull'Aalesund. La squadra è retrocessa al termine della stagione ma ha riconquistato la promozione un anno più tardi. Il 9 luglio 2012 ha rinnovato il contratto con il Sarpsborg 08 fino al termine del campionato 2014.
Il 6 novembre 2014, Breive ha rinnovato il contratto che lo legava al Sarpsborg 08 per un'ulteriore stagione. È rimasto svincolato al termine del campionato 2015.

## Statistiche

### Presenze e reti nei club
Statistiche aggiornate al 1º gennaio 2016.
| Stagione            | Club                | Campionato          | Campionato | Campionato | Coppe nazionali | Coppe nazionali | Coppe nazionali | Coppe continentali | Coppe continentali | Coppe continentali | Supercoppe | Supercoppe | Supercoppe | Totale | Totale |
| Stagione            | Club                | Comp                | Pres       | Reti       | Comp            | Pres            | Reti            | Comp               | Pres               | Reti               | Comp       | Pres       | Reti       | Pres   | Reti   |
| ------------------- | ------------------- | ------------------- | ---------- | ---------- | --------------- | --------------- | --------------- | ------------------ | ------------------ | ------------------ | ---------- | ---------- | ---------- | ------ | ------ |
| 2000                | Skeid               | 1D                  | 2          | 0          | CN              | ?               | ?               | -                  | -                  | -                  | -          | -          | -          | 2+     | 0+     |
| 2001                | Skeid               | 1D                  | 6          | 0          | CN              | ?               | ?               | -                  | -                  | -                  | -          | -          | -          | 6+     | 0+     |
| 2002                | Oslo Øst            | 2D                  | ?          | ?          | CN              | ?               | ?               | -                  | -                  | -                  | -          | -          | -          | ?      | ?      |
| gen.-lug. 2003      | Oslo Øst            | 1D                  | 11         | 1          | CN              | ?               | ?               | -                  | -                  | -                  | -          | -          | -          | 11+    | 1+     |
| Totale Oslo Øst     | Totale Oslo Øst     | Totale Oslo Øst     | 11+        | 1+         |                 | ?               | ?               |                    | -                  | -                  |            | -          | -          | 11+    | 1+     |
| lug.-dic. 2003      | Skeid               | 1D                  | 12         | 4          | CN              | ?               | ?               | -                  | -                  | -                  | -          | -          | -          | 12+    | 4+     |
| 2004                | Skeid               | 1D                  | 12         | 2          | CN              | ?               | ?               | -                  | -                  | -                  | -          | -          | -          | 12+    | 2+     |
| 2005                | Skeid               | 1D                  | 20         | 0          | CN              | ?               | ?               | -                  | -                  | -                  | -          | -          | -          | 20+    | 0+     |
| 2006                | Skeid               | 2D                  | ?          | ?          | CN              | ?               | ?               | -                  | -                  | -                  | -          | -          | -          | ?      | ?      |
| 2007                | Skeid               | 1D                  | 26         | 5          | CN              | ?               | ?               | -                  | -                  | -                  | -          | -          | -          | 26+    | 5+     |
| 2008                | Skeid               | 2D                  | ?          | ?          | CN              | ?               | ?               | -                  | -                  | -                  | -          | -          | -          | ?      | ?      |
| gen.-ago. 2009      | Skeid               | 1D                  | 16         | 2          | CN              | ?               | ?               | -                  | -                  | -                  | -          | -          | -          | 16+    | 2+     |
| Totale Skeid        | Totale Skeid        | Totale Skeid        | 94+        | 14+        |                 | ?               | ?               |                    | -                  | -                  |            | -          | -          | 94+    | 14+    |
| ago.-dic. 2009      | Sarpsborg 08        | 1D                  | 11+3       | 4+0        | CN              | -               | -               | -                  | -                  | -                  | -          | -          | -          | 14     | 4      |
| 2010                | Sarpsborg 08        | 1D                  | 27         | 9          | CN              | 3               | 1               | -                  | -                  | -                  | -          | -          | -          | 30     | 10     |
| 2011                | Sarpsborg 08        | ES                  | 28         | 4          | CN              | 3               | 2               | -                  | -                  | -                  | -          | -          | -          | 31     | 6      |
| 2012                | Sarpsborg 08        | 1D                  | 23         | 5          | CN              | 2               | 0               | -                  | -                  | -                  | -          | -          | -          | 25     | 5      |
| 2013                | Sarpsborg 08        | ES                  | 27+2       | 3+0        | CN              | 1               | 0               | -                  | -                  | -                  | -          | -          | -          | 30     | 3      |
| 2014                | Sarpsborg 08        | ES                  | 23         | 1          | CN              | 5               | 0               | -                  | -                  | -                  | -          | -          | -          | 28     | 1      |
| 2015                | Sarpsborg 08        | ES                  | 7          | 0          | CN              | 2               | 1               | -                  | -                  | -                  | -          | -          | -          | 9      | 1      |
| Totale Sarpsborg 08 | Totale Sarpsborg 08 | Totale Sarpsborg 08 | 146+5      | 26+0       |                 | 16              | 4               |                    | -                  | -                  |            | -          | -          | 167    | 30     |
| Totale              | Totale              | Totale              | 251+5      | 41+        |                 | 16+             | 4+              |                    | -                  | -                  |            | -          | -          | 72+    | 45+    |

## Palmarès

### Competizioni giovanili
- Norgesmesterskapet G19: 1

Skeid: 1999